# Metropolitana di Cincinnati
La metropolitana di Cincinnati consiste in una serie di tunnel e stazioni inutilizzate costruite per il trasporto pubblico sotto le strade di Cincinnati, Ohio. La costruzione iniziò all'inizio del XX secolo ma il progetto non venne mai completato, così non ha mai visto un passeggero pagante. È conosciuta come il più lungo tunnel di metropolitana abbandonato degli Stati Uniti.
Il progetto è stato descritto come "uno dei più grandi imbarazzi" e "uno dei più grossi fallimenti di Cincinnati". Alcuni sostengono che la mancanza della metropolitana abbia abbassato la crescita demografica, forzato i suoi cittadini ad essere automobile-dipendenti, reso il centro pieno di grosse strade e parcheggi (limitando il numero delle aree pedonali) e che abbia spinto i cittadini a vivere fuori dai confini urbani. Altri sostengono che sarebbe stato abbandonato in ogni caso a causa del calo dei passeggeri, come è avvenuto nel caso dei preesistenti tram e per la funicolare di Mont Adams.
Proposte per il completamento della linea sono state avanzate continuamente sin dalla chiusura iniziale, ma tutti i tentativi di utilizzare i tunnel per il trasporto sono andati falliti fino ad oggi. Molti cittadini di Cincinnati non conoscono neanche l'esistenza dei tunnel per la metropolitana sotto la città.

## Storia
Il trasporto pubblico era visto come la soluzione per la congestione del centro durante il primo quarto del XX secolo. Per il progetto furono preventivati 6 milioni di dollari ma la costruzione fu rimandata a causa della prima guerra mondiale. Un'inaspettata inflazione post-bellica raddoppiò il costo dell'opera, così il progetto non poté essere finito al prezzo stimato inizialmente. Nonostante i vari propositi di usare i tunnel della metropolitana per trasporto pubblico, tutti i tentativi furono infruttuosi. Litigi politici, la Grande depressione, la seconda guerra mondiale, la crescita della popolarità dell'automobile hanno tutti contribuito all'attuale fallimento della metropolitana.

### L'idea

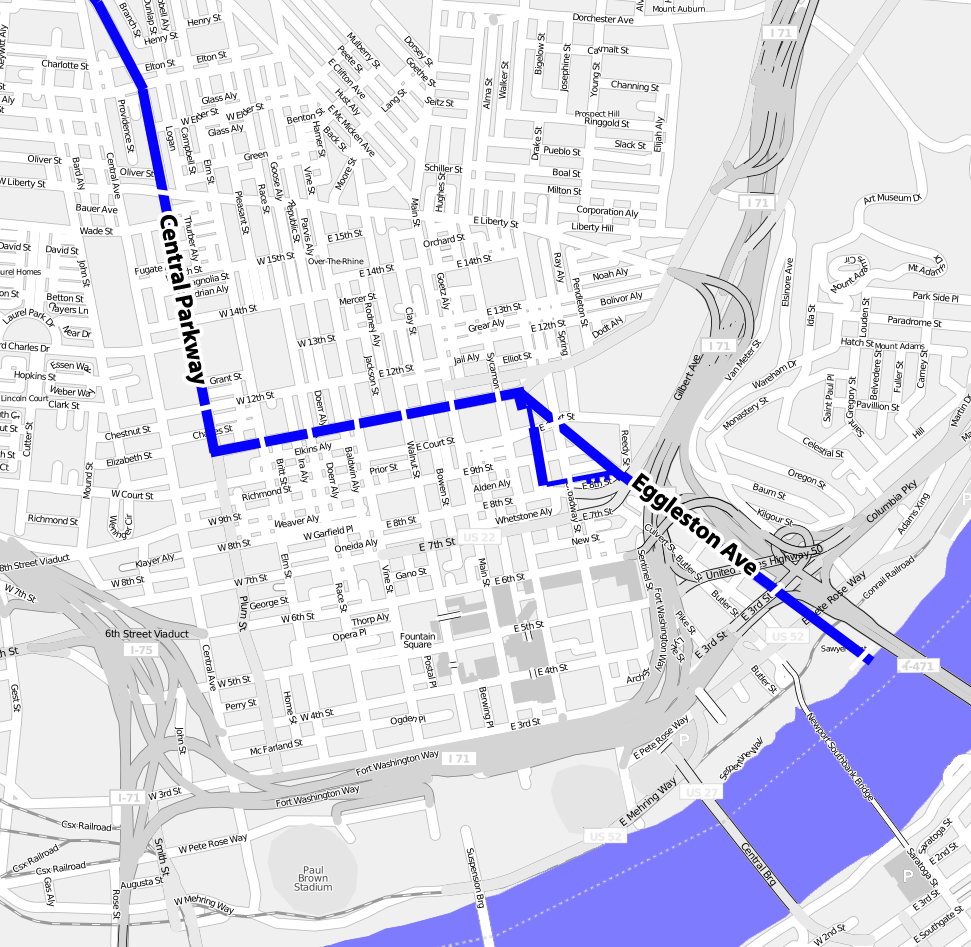
Probabile locazione del canale Miami e Erie nel centro di Cincinnati.

Dal 1825 fino al 1920 il canale Miami e Erie divideva il borgo residenziale di Over-the-Rhine dal distretto commerciale del centro. Il canale era utilizzato per trasportare merce e persone all'interno della città finché la popolarità delle ferrovie ne provocò l'inutilizzo. Il canale perse il margine di profitto nel 1856 e venne ufficialmente abbandonato dalla città nel 1877. Il 27 settembre del 1884 una rivista settimanale di Cincinnati chiamata The Graphic propose che il "vecchio e moribondo fossato" venisse utilizzato per fornire una via senza blocchi per una metropolitana, con un largo viale sopra di esso.
Ne 1888, Cincinnati iniziò ad adottare tram elettrici, che presto divennero il principale mezzo di trasporto pubblico cittadino. Per la fine del XX secolo Cincinnati era una delle 10 più grandi città degli Stati Uniti, e aveva un tasso di crescita e di importanza economica che era vicina a quella di New York e di Chicago. I lenti tram dividevano le strade trafficate con i carri trasportati da cavalli e avevano incidenti con le prime automobili quasi ogni giorno. Non era inusuale per viaggi tra il centro e le periferie impiegare dai 45 minuti ad un'intera ora. Nonostante avesse 222 km di binari per tram, la città si ritrovò all'interno di un incubo di traffico crescente. Nel 1910, il sindaco Henry Hunt diffuse i piani per un nuovo sistema di trasporto pubblico.

### Progettazione
L'anno seguente il consiglio cittadino convinse lo stato dell'Ohio ad affittare la porzione cittadina del canale da utilizzare come viale alberato e come sistema metropolitano. La città assunse esperti che avevano lavorato ai sistemi di trasporto pubblico di Boston e Chicago per ricercare la migliore attuazione per il sistema di trasporto pubblico di Cincinnati. Il risultato furono quattro "Schemi", o proposte di tragitti. Il progetto scelto, Schema IV, modifica H, era un anello che girava attorno alla città toccando i sobborghi centrali di St. Bernard e Norwood, i sobborghi orientali di Oakley e Hyde Park, e quindi ritornava nel centro della città.
Nel 1916 il Consiglio cittadino autorizzò una emissione di obbligazioni da 6 milioni di dollari con un tasso di interesse del 4,25%. e quindi effettuò un sondaggio pubblico sul trasporto pubblico di massa. Il 17 aprile del 1917, i cittadini di Cincinnati votarono a favore dell'utilizzo delle obbligazioni per un trasporto pubblico rapido. In ogni caso, soltanto undici giorni prima, gli Stati Uniti erano entrati in guerra, così la costruzione venne spostata perché durante la guerra non era permessa alcuna emissione di obbligazioni.
(Cincinnati Enquirer, "La metropolitana potrebbe ancora incontrare un rinvio nei progetti fino alla fine della guerra," 5 aprile 1918 (p. 9))

### Costruzione e fallimento
Quando la guerra finì nel 1919, il costo della costruzione era raddoppiato, alzando il prezzo originale per il completamento dell'anello a 13 milioni di dollari. Incurante di ciò, la città iniziò il lavoro nel gennaio del 1920 e pianificò la raccolta di fondi per completare l'anello successivamente. Quando le obbligazioni vennero saldate nel 1927 la costruzione era stata completata per 11 km scavati, ma nessun binario era stato posato.
Le nuove stime per il completamento dell'anello erano salite di altri 6 milioni di dollari rispetto ai 13 milioni iniziali. Il viale che correva sopra la metropolitana, chiamato "Central Parkway", venne aperto ufficialmente il 1º ottobre 1928, e venne festeggiato con una settimana di celebrazioni pubbliche.
Nel momento in cui divenne chiaro che il progetto originale per il trasporto pubblico di massa era fallito, i litigi all'interno del municipio bloccarono ogni successivo progresso, ed ogni speranza di raccogliere fondi per completare la metropolitana venne successivamente cancellato dal crollo della borsa del 29 ottobre del 1929. Gradualmente, la popolarità e la convenienza dell'automobile fecero reputare la metropolitana non necessaria.

### Tentativi di riapertura
Nel 1936 la città commissionò all'associazione degli ingegneri di Cincinnati di stilare un rapporto su come utilizzare le costruzioni della linea inutilizzata. Il rapporto non trovò altri utilizzi per i tunnel se non quella per la quale erano stati progettati. Poiché i bisogni cittadini erano cambiati rispetto a vent'anni prima, il rapporto suggerì che la metropolitana "dovesse essere dimenticata".
Comunque furono fatte delle ricerche nel 1939 per testare la possibilità di utilizzare i tunnel per traffico veicolare, ma non furono considerati validi per questo uso. Nel 1940 la città ha chiesto il parere di diversi esperti per risolvere una volta per tutte il destino della metropolitana. La relazione raccomandava di inserire tutti i tram e filobus sotto terra, ma Cincinnati aveva già troppi progetti costosi in corso. Il piano era stato messo in attesa, ancora una volta, quando gli Stati Uniti entrarono nella seconda guerra mondiale nel 1941.
Durante la seconda guerra mondiale, la città è stata focalizzata sulla guerra e in tempo di razionamento completare la metropolitana non era una delle priorità. Venne valutata la possibilità di utilizzare i tunnel come rifugi anti aerei. Inoltre si pensò di utilizzarli come depositi per materiale commerciale e militare e come percorso per portare le merci al cuore della città, ma entrambe le proposte non vennero percorse. Dopo la conclusione della guerra la Commissione per la programmazione cittadina decise di non includere la metropolitana nei piani di sviluppo cittadini. Invece, la Commissione avrebbe usato lo spazio utilizzato dall'anello come percorso per l'autostrada Interstate 75 e la strada statale Route 562.
Negli anni cinquanta, un tubo di oltre un metro di diametro utilizzato per l'acqua venne posato nel tunnel Nord per risparmiare 300.000 dollari sui costi di costruzione. Secondo l'ingegnere che lo progettò, Parsons Brinckerhoff, un altro tubo venne posato durante la costruzione di Fort Washington Way così che il tubo posto nella metropolitana potesse essere facilmente rimosso. C'è anche una clausola di salvaguardia nel decreto numero 154-1956 che dice, "nel caso in cui detta sezione del tunnel della metropolitana sia, in qualche periodo futuro, riutilizzata per il trasporto pubblico, l'azienda dell'acqua dovrà rimuovere il tubo a sue stesse spese".
Le obbligazioni della metropolitana furono pagate definitivamente nel 1966 per un prezzo totale di 13.019.982 dollari. Negli anni settanta un imprenditore voleva trasformare parte del tunnel in un centro commerciale sotterraneo, ma non restò nient'altro che un'idea.
Nel 2002 i tunnel della metropolitana furono proposti come percorso per il trasporto regionale leggero che sarebbe costato 2,6 miliardi di dollari e sarebbero serviti trent'anni per la costruzione. I tunnel erano i favoriti perché si trovavano nella posizione ideale, potevano facilmente collegare la zona est alla ovest di Cinicinnati ed avrebbero fatto risparmiare alla città almeno 100 milioni di dollari sui costi di costruzione. Il progetto di metropolitana leggera, chiamato MetroMoves, propose una tassa che avrebbero aumentato i prezzi nella contea di Hamilton di mezzo centesimo. La proposta non passò le elezioni.
I tunnel e le stazioni incomplete sono stati descritti com "sorprendentemente ben conservati" e "in ottima forma." Questo è parzialmente accreditato alla costruzione originaria di qualità ed in parte perché Cincinnati deve utilizzare soldi pubblici per mantenere il tunnel visto che Central Parkway corre sopra di esso.
Da stime del 2008 il costo quinquennale per mantenere il tunnel nello stato attuale è di 2,6 milioni di dollari, il costo per riempire i tunnel di materiale di scarto è di 19 milioni di dollari e quello per ravvivare il tunnel per l'utilizzo di una moderna metropolitan è di 100,5 milioni. Ricollocare il tubo dell'acqua, largo 1,3 metri, costerebbe 14 milioni di dollari.

## Caratteristiche tecniche

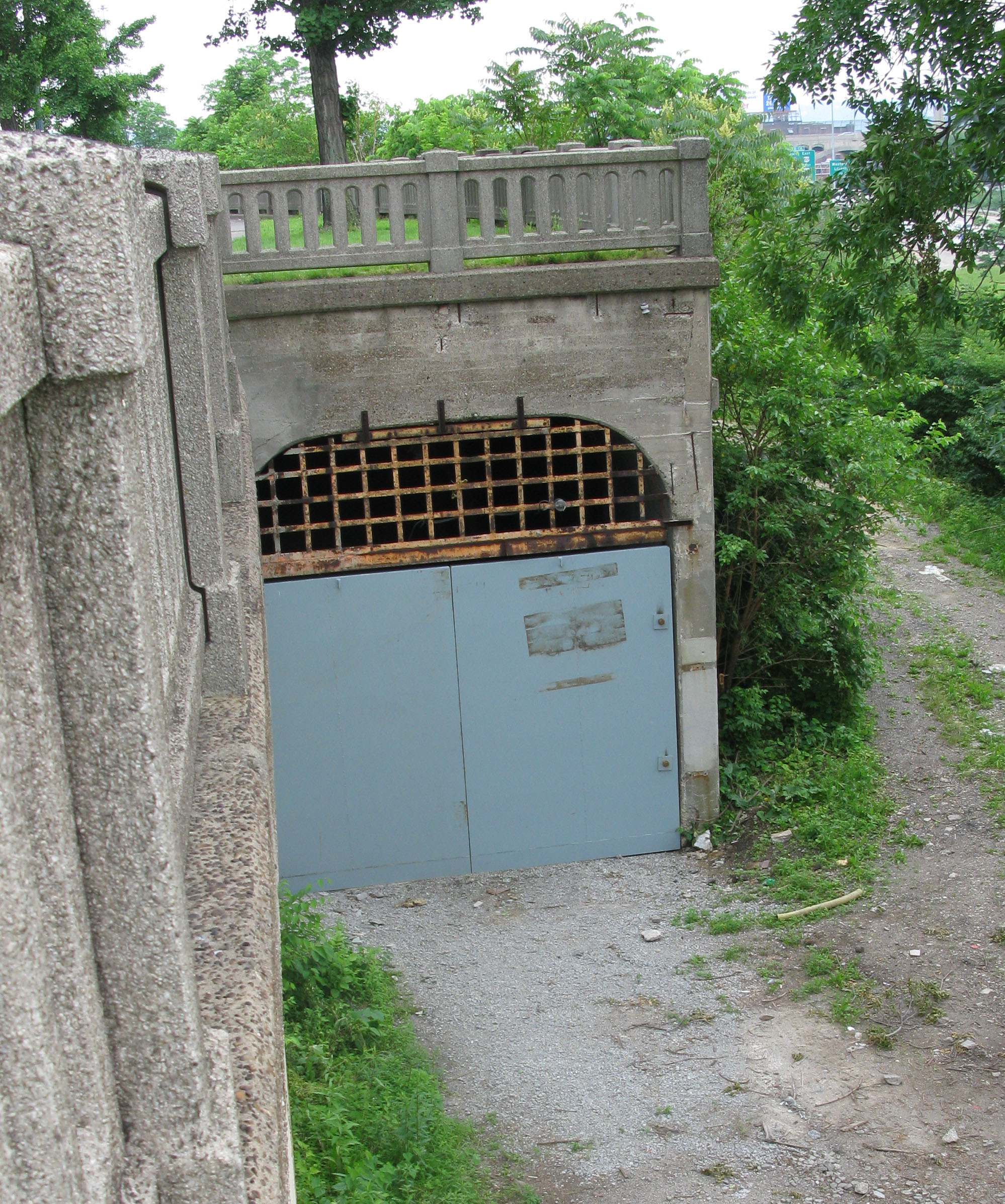
L'entrata del tunnel presso il viadotto Western Hills è facilmente visibile dall'Interstate 75.

Ci sono tre stazioni semi-complete situate tra la Central Parkway e Race street, tra la Central Parkway e Liberty street, e tra la Central Parkway e Brighton corner. Ci sono le basi per una quarta stazione al Mohawk corner, dove il muro è stato fissato indietro. A Walnut street la linea comincia a curvare verso sud per entrare nel centro della città, ma viene interrotta presto da una parete in muratura. La linea è a doppio binario per la sua intera lunghezza, con un muro in cemento che separa i due binari. Ci sono delle aperture sul muro che permettono alle persone di passare da un lato all'altro. I tunnel sono ben ventilati e luminosi fino all'arrivo a Liberty street.
Un tunnel doveva dirigersi verso sud e l'altro verso nord. Entrambe le canne dei tunnel hanno una larghezza minima di circa 2 metri e una altezza minima di circa 3 metri. Dovrebbero essere ampi abbastanza per accogliere qualsiasi tipo di auto, pullman, filobus o autobus. Ogni tunnel ha traverse parallele in legno che sono incastrate nel terreno, e vennero inserite per supportare i binari che non vennero mai posati. Distano 1,20 metri da centro a centro, cioè 152 mm più largo della maggior parte delle linee ferroviarie. Tutte le curve nei tunnel sono graduali ed in queste curve il lato esterno della traversina è più alto del lato interno per permettere ai treni di viaggiare a una velocità superiore ai 70 km/h.

## Visite
Nell'aprile del 2008 l'unico gruppo autorizzato a effettuare tour della metropolitana è il Cincinnati Museum Center Heritage Programs, grazie alle loro eccellenti condizioni di sicurezza. Il tour dura approssimativamente due ore; comincia con una discussione sulla storia della metropolitana e continua con una camminata di cinque isolati nella metropolitana. I tour sono molto limitati e vengono prenotati velocemente. Il 12 aprile 2008 cinque gruppi da cinquanta persone ciascuno hanno effettuato un giro della metropolitana. Per il 2008 è previsto un solo giorno dedicato al tour.